# Copenhell
Copenhell – coroczny festiwal muzyczny organizowany na wyspie Refshaleøen w Kopenhadze w Danii.

## Występy

### 2010
Pierwsza edycja festiwalu odbyła się w dniach 11-12 czerwca 2010 roku. Wówczas na scenie wystąpili: Deftones, Megadeth, Suicidal Tendencies, Hatebreed, Behemoth, Napalm Death, Dillinger Escape Plan, Adept, Dead by April, Danko Jones, 3 Inches of Blood, The Psyke Projekt, Supercharger, DevilDriver, Whitechapel, The Damned Things.

### 2011
Druga edycja festiwalu odbyła się w dniach 17 i 18 czerwca. Wówczas na scenie wystąpili: Artillery, Opeth, Korn, Judas Priest, Rolo Tomassi, The Burning, Baptized in Blood, Doctor Midnight and The Mercy Cult, All that Remains, Kvelertak, Morbid Angel, Deicide, Anvil, Bullet For My Valentine, Protest The Hero, Mayhem, Gwar, Crematoria, Pitchblack, Billy Boy In Poison, Helhorse, Vanir, The New Low, Solbrud.

### 2012
Trzecia edycja odbyła się w dniach 15-16 czerwca. Na scenie wówczas wystąpili: Slayer, Marilyn Manson, Killswith Engang, Lamb of God, Immortal, Anthrax, Soulfly, Saxon, Brutal Truth, Dying Fetus, The Kandidate, Red Warszawa, Skeletonwitch, Trivium, All Shall Perish, Korpiklaani, Meshuggah, Gojira, Mastodon, Svartsot, Mordax, The Interbeing, Rising, Barricade, Redwood Hill, Cerekloth.

### 2013
W roku 2013 odbyła się czwarta edycja festiwalu. Zorganizowany został on w dniach 14-15 czerwca. Na scenie zaprezentowali się: Alice in Chains, King Diamond, In Flames, Down, Amon Amarth, Sabaton, Testament, Parkway Drive, Accept, Newsted, Every Time I Die, Cancer Bats, Grave, God Seed, Alestorm, Between The Buried & Me, Illdisposed, Scarred By Beauty, MAlrun, By The Patient, Essence, Fall Of Pantheon.